# Ludwinowo (rejon dokszycki)
Ludwinowo – obecnie część wsi Pierwomajsk na Białorusi, w obwodzie witebskim, w rejonie dokszyckim, w sielsowiecie Tumiłowicze.
Dawnej samodzielna miejscowość.

## Historia
W czasach zaborów w granicach Imperium Rosyjskiego.
W dwudziestoleciu międzywojennym folwark a następnie majątek leżał w Polsce, w województwie wileńskim, w powiecie dziśnieńskim, w gminie Dokszyce.
Według Powszechnego Spisu Ludności z 1921 roku zamieszkiwało tu 10 osób, 6 było wyznania rzymskokatolickiego a 4 prawosławnego. Jednocześnie 6 mieszkańców zadeklarowało polską przynależność narodową a 4 białoruska. Były tu 2 budynki mieszkalne. W 1931 w 2 domach zamieszkiwały 24 osoby.
Miejscowość należała do parafii rzymskokatolickiej w Dokszycach i prawosławnej w Tumiłowiczach. Podlegała pod Sąd Grodzki w Dokszycach i Okręgowy w Wilnie; właściwy urząd pocztowy mieścił się w Dokszycach.